# Howl (pel·lícula)
 Howl és una pel·lícula biogràfica i dramàtica de Rob Epstein i Jeffrey Friedman estrenada el 2010. Relata una part de la vida d'Allen Ginsberg, poeta estatunidenc de la Generació beat (moviment que es desenvolupa en els anys 1950), i sobretot el procés d'obscenitat que atreu al seu editor l'aparició del seu poema Howl.

## Argument
Howl explora la vida i treball del poeta estatunidenc del segle xx, Allen Ginsberg. Construïda de forma no lineal, el film juxtaposa esdeveniments historics amb una varietat de tècniques cinematogràfiques. Reconstrueix els primers anys de la vida de Ginsberg durant els anys 1940 i 1950 (segons James Franco). També reprodueix l'actuació de Ginsberg a l'estrena de "Howl" a la "Six Gallery reading " el 7 d'octubre de 1955 La lectura va ser la primera manifestació pública important de la "Generació Beat" i va ajudar a anunciar la revolució literària de la Costa Oest que seria coneguda com la San Francisco Renaissance. A més a més, s'interpreten parts del poema amb seqüències animades. Finalment, es juxtaposa amb aquests esdeveniments imatges en color del 1957 del poeta de San Francisco i cofundador de la City Lights Bookstore, Lawrence Ferlinghetti que va ser la primera persona a publicar "Howl" dins Howl and Other Poems.

## Repartiment
- James Franco: Allen Ginsberg, poeta estatunidenc i un membre fundador de la Generació beat
- Todd Rotondi: Jack Kerouac
- Jon Prescott: Neal Cassady
- Aaron Tveit: Peter Orlovsky
- David Strathairn: Ralph McIntosh
- Jon Hamm: Jake Ehrlich
- Andrew Rogers: Lawrence Ferlinghetti
- Bob Balaban: Jutge Clayton W. Horn
- Mary-Louise Parker: Gail Potter
- Treat Williams: Mark Schorer
- Joe Toronto: Marin
- Alessandro Nivola: Luther Nichols
- Jeff Daniels: Professor David Kirk

## Premis i nominacions

### Nominacions
- 2010. Os d'Or